# Capitán Planeta (personaje)
Capitán Planeta es un personaje titular en la serie de televisión de Capitán Planeta y los planetarios. Al comienzo de la serie, Gaia reúne un grupo moderno de personas de varias naciones. Cuando los planetarios modernos combinan sus poderes para convocar el guerrero elemental, esta encarnación toma la apariencia de un superhéroe, que toma el nombre de "Capitán Planeta". Capitán Planeta muestra un irónico sentido del humor y con frecuencia utiliza juegos de palabras para burlarse de los villanos.

## Otras apariciones

### TV
- En South Park: Capitán Planeta aparece en el episodio como Imagination Land III (de 2007).
- En Robot Chicken: Capitán Planeta y sus planetarios fueron una parodia en el episodio Hurtled from a Helicopter into a Speeding Train (de 2012).
- El Capitán Planeta tuvo una nueva aparición, esta vez como personaje invitado en la serie animada de 2017, OK K.O.! Let's Be Heroes.

### Videojuegos
- Captain Planet (LCD - 1991)
- Captain Planet and the Planeteers (NES, AMI, ZX - 1991)
- Captain Planet and the Planeteers (Sega GEN - 1993)
- Cartoon Network: Punch Time Explosion (3DS, X360, WII, PS3 - 2011)